# Zakład Karny w Gdańsku-Przeróbce
Oddział Zewnętrzny w Gdańsku-Przeróbce Aresztu Śledczego w Gdańsku – zakład karny w gdańskiej Przeróbce. Przeznaczony jest dla skazanych młodocianych i dorosłych odbywających karę po raz pierwszy. Ma siedem oddziałów: 5 typu półotwartego, 2 typu otwartego. W zakładzie jest również oddział terapeutyczny dla skazanych uzależnionych od alkoholu (od 1998 roku).

## Historia
Zakład powstał na podstawie zarządzenia nr 48/70 Centralnego Zarządu Zakładów Karnych z dnia 4 sierpnia 1970 roku. Służba Więzienna otrzymała obiekt 3 września 1970 roku. Został utworzony na terenach pokolejowych.
W 2000 roku placówka została przejęta w trwały zarząd przez więziennictwo.